# Falls City (Oregon)
Falls City az Amerikai Egyesült Államok északnyugati részén, Oregon állam Polk megyéjében elhelyezkedő város, a salemi statisztikai körzet része. A 2010. évi népszámlálási adatok alapján 947 lakosa van.

## Története
Nevét a Luckiamute folyón található vízesésről kapta. A településen egykor három fűrészüzem is működött, melynek alkalmazottjai Black Rockban és Valsetzben éltek.

## Éghajlat
A város éghajlata mediterrán (a Köppen-skála szerint Csb).
| Hónap                                   | Jan.  | Feb.  | Már. | Ápr. | Máj. | Jún. | Júl. | Aug. | Szep. | Okt. | Nov.  | Dec.  | Év    |
| --------------------------------------- | ----- | ----- | ---- | ---- | ---- | ---- | ---- | ---- | ----- | ---- | ----- | ----- | ----- |
| Rekord max. hőmérséklet (°C)            | 20,0  | 19,0  | 28,0 | 31,0 | 34,0 | 39,0 | 41,0 | 39,0 | 38,0  | 32,0 | 23,0  | 17,0  | 41,0  |
| Átlagos max. hőmérséklet (°C)           | 7,0   | 9,6   | 12,2 | 15,8 | 19,2 | 22,1 | 26,9 | 26,9 | 23,5  | 17,4 | 11,2  | 7,9   | 16,7  |
| Átlagos min. hőmérséklet (°C)           | −0,3  | 0,7   | 1,8  | 3,3  | 5,4  | 7,7  | 9,1  | 9,0  | 8,0   | 6,0  | 2,3   | 0,8   | 4,5   |
| Rekord min. hőmérséklet (°C)            | −21,0 | −17,0 | −8,0 | −5,0 | −3,0 | −3,0 | 2,0  | 2,0  | −3,0  | −5,0 | −12,0 | −19,0 | −21,0 |
| Átl. csapadékmennyiség (mm)             | 317   | 259   | 233  | 111  | 67   | 38   | 8    | 14   | 48    | 133  | 300   | 346   | 1874  |
| Forrás: Western Regional Climate Center |       |       |      |      |      |      |      |      |       |      |       |       |       |

## Népesség
A 2010-es népszámláláskor a városnak 947 lakója, 366 háztartása és 261 családja volt. A népsűrűség 304,5 fő/km2. A lakóegységek száma 395, sűrűségük 127 db/km2. A lakosok 91,6%-a fehér, 0,1%-a afroamerikai, 2,3%-a indián, 0,4%-a ázsiai, 0,1%-a a Csendes-óceáni szigetekről származik, 1,8%-a egyéb, 3,7%-a pedig kettő vagy több etnikumú. A spanyol vagy latino származásúak aránya 5,2% (   )
A háztartások 30,3%-ában élt 18 évnél fiatalabb. 54,4% házas, 10,4% egyedülálló nő, 6,6% egyedülálló férfi, 28,7% pedig nem család. 22,7% egyedül élt; 7,6%-uk 65 éves vagy idősebb. Egy háztartásban átlagosan 2,59 személy élt; a családok átlagmérete 2,89 fő.
A medián életkor 43,5 év volt. A város lakóinak 22,9%-a 18 évesnél fiatalabb, 8% 18 és 24 év közötti, 21%-uk 25 és 44 év közötti, 31,9%-uk 45 és 64 év közötti, 16,3%-uk pedig 65 éves vagy idősebb. A lakosok 51,5%-a férfi, 48,5%-a pedig nő.

## Fordítás
- Ez a szócikk részben vagy egészben  a   Falls City, Oregon című angol Wikipédia-szócikk ezen változatának fordításán alapul.  Az eredeti cikk szerkesztőit annak laptörténete sorolja fel. Ez a jelzés csupán a megfogalmazás eredetét és a szerzői jogokat jelzi, nem szolgál a cikkben szereplő információk forrásmegjelöléseként.